# Bulakpacing
Bulakpacing is een bestuurslaag in het regentschap Tegal van de provincie Midden-Java, Indonesië. Bulakpacing telt 3689 inwoners (volkstelling 2010).